# Douglas C-124 Globemaster II
Pour les articles homonymes, voir Globemaster.
Le Douglas C-124 Globemaster II est un avion de transport lourd de l'United States Air Force.

## Développement

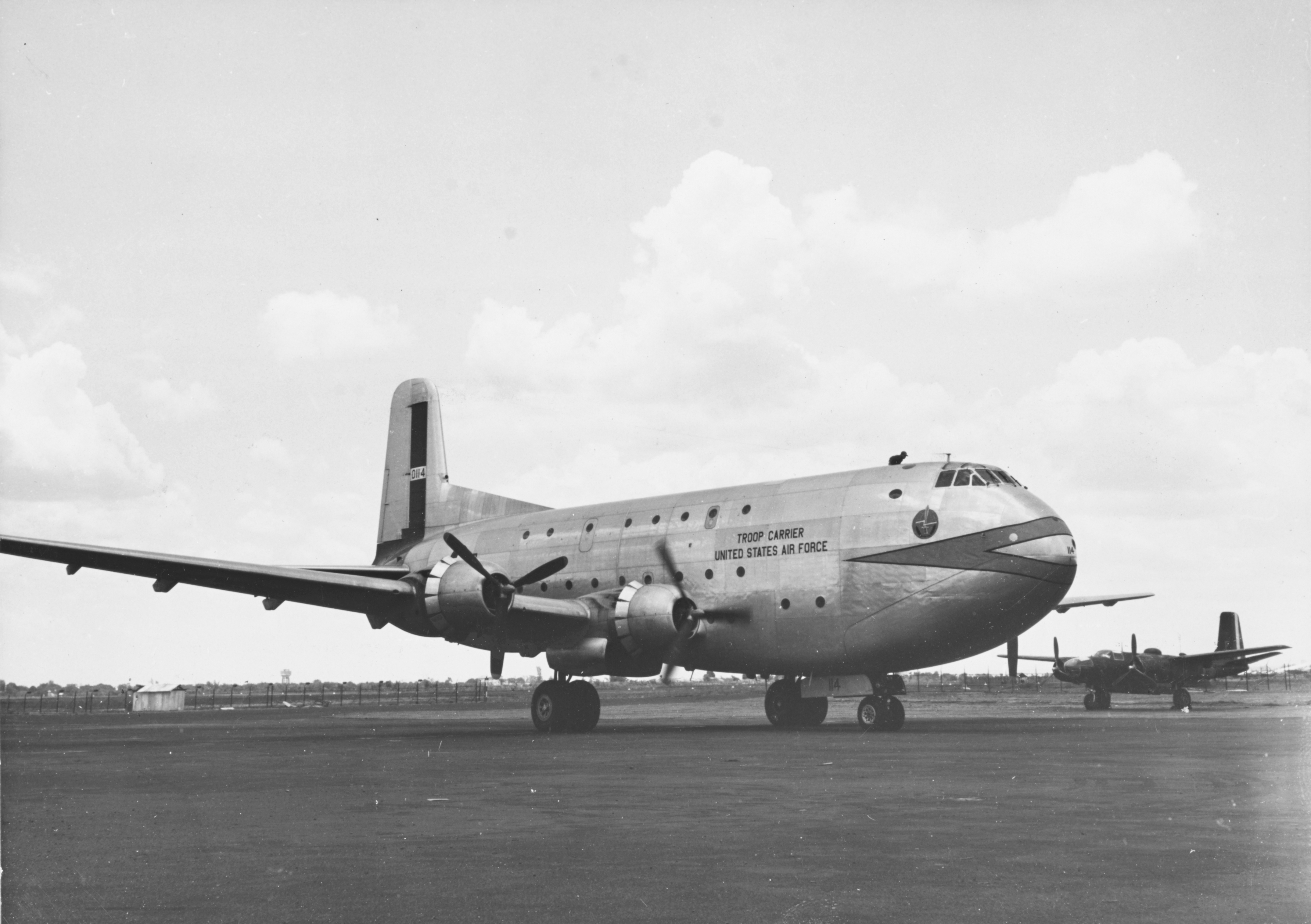
Un C-124 arrive avec des troupes françaises sur la Base aérienne 191 Tan-Son-Nhut de Saïgon le 13 mai 1954

Le C-124 est une évolution du C-74 Globemaster réalisée avec l'expérience acquise lors du pont aérien de Berlin. Il dispose d'une grande porte de chargement à l'avant munie d'une rampe hydraulique et d'un monte-charge à l'arrière. Dans l'espace de stockage de 23,5 m de long, il y a deux grues qui peuvent soulever une charge de sept tonnes. L'avion peut transporter des chars, des camions et des canons sans que ceux-ci n'aient à être démontés.
L'avion était propulsé par quatre gros moteurs à pistons Pratt & Whitney R-4360 Wasp Major produisant chacun 3 800 ch (2 800 kW).
Dans sa version de transport de troupes, il peut accueillir soit 200 soldats avec leur équipement complet, soit 127 blessés allongés et une équipe médicale.
Après son premier vol, le 27 novembre 1949, la livraison des modèles de série débute en mai 1950. Jusqu'en 1955, l'armée de l'air américaine en réceptionne 447 exemplaires (204 C-124A et 243 C-124C).
La version C-124C était doté de moteurs plus puissants et d'un radar météorologique APS-42 installé dans une structure en forme de « dé à coudre » sur le nez. Des réchauffeurs montés au bout des ailes ont été ajoutés pour chauffer la cabine et permettre le dégivrage de la surface des ailes et de la queue. Les C-124A furent ensuite équipés de ces améliorations.
Un C-124C, 52-1069, c/n 43978, a été utilisé comme JC-124C, pour tester le turbopropulseur Pratt & Whitney XT57 (PT5) de 15 000 shp (11 000 kW), qui a été installé dans le nez.
Le C-124 est employé aux quatre coins de la planète, y compris le transport de parachutistes français pour renforcer la garnison de Dien Bien Phu en 1954, et également durant la guerre du Viêt Nam. En 1970, remplacé par le Lockheed C-5 Galaxy, il est remis à la réserve, la Air National Guard avant d'être retiré du service en 1974.

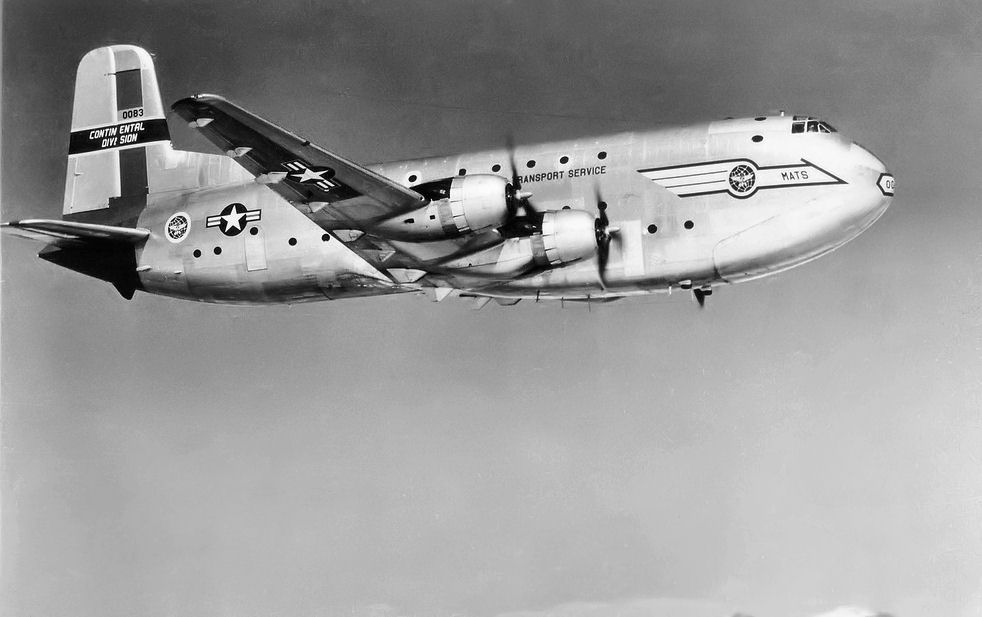
C-124A du Military Air Transport Service (MATS) en 1952.
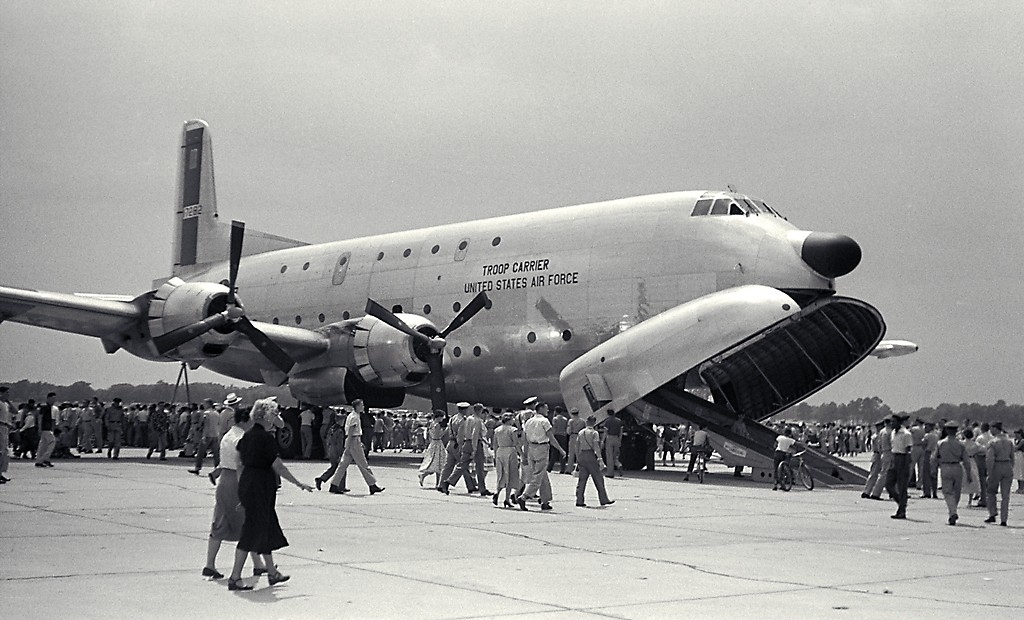
Un C-124C en 1954 lors d'une journée portes ouvertes à la Keesler Air Force Base.
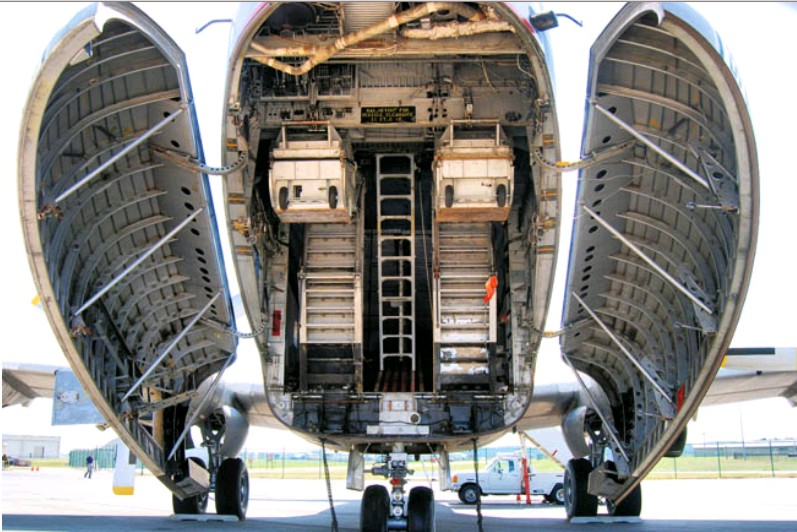
Portes de chargement du C-124A.
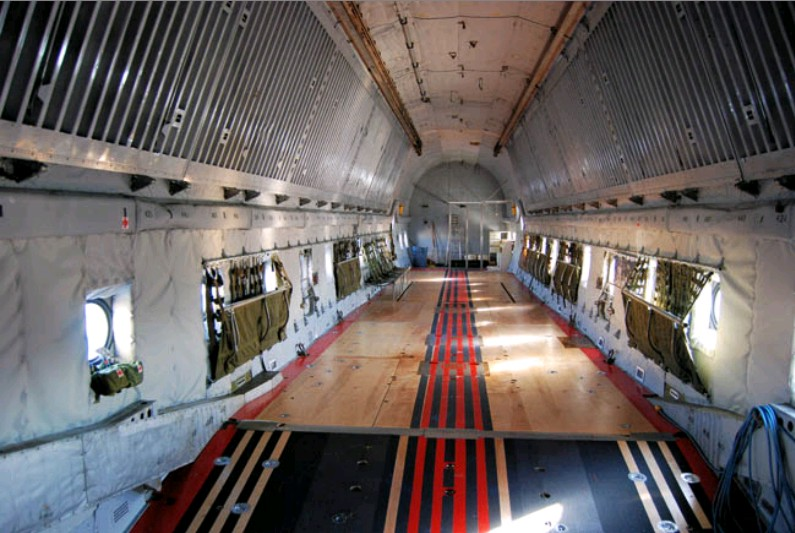
Soute du C-124A.